# Leśniczówka (Majdan Sobieszczański)
Leśniczówka – część wsi Majdan Sobieszczański w Polsce położonej w województwie lubelskim, w powiecie lubelskim, w gminie Niedrzwica Duża.
W latach 1975–1998 miejscowość administracyjnie należała do ówczesnego województwa lubelskiego.